# 伊丽莎白市 (北卡罗莱纳州)
伊麗莎白市（英語：Elizabeth City）是美国北卡罗来纳州帕斯闊坦克郡的一个城市，2010年人口为18683。伊麗莎白市是帕斯阔坦克县的县治和最大城市。1794年建城，航运业历史悠久。后转型为工业和商业城市。伊麗莎白市有全美最大的美国海岸警卫队基地。爱德华·斯诺登生于此地。